# أليكسيا موبيندي
أليكسيا أويرا موبيندي (بالإنجليزية: Alexia Uwera Mupende)‏ (17 نوفمبر 1984 - 8 يناير 2019) كانت عارضة أزياء ومُمثلة وخبيرة لياقة رواندية.

## مسارها
كانت أليكسيا موبيندي عارضة أزياء دولية مثلت بلدها رواندا في أحداث الموضة في عدة عواصم عالمية من بينها مُدن كمبالا وجنيف ودبي وكولومبو ومومباي.

## وفاتها
عُثر مساء يوم الثلاثاء الموافق 8 يناير 2019 على جُثة أليكسيا أويرا موبيندي في إحدى غُرف النوم بمنزل والدها في قطاع نياروغونغا بمنطقة كيكوكيرو، إحدى ضواحي مدينة كيغالي. حيث كانت قد طُعنت عدة مرات.
أعلن مسؤولو الأمن الروانديون أنهم يبحثون عن شخص يُدعى أنطوان نييربا، والذي كان يبلُغ حينها من العمر 23 عامًا، هذا الشخص كان عاملاً منزليًا في منزل والد الضحية، وقد اعتبرته الشرطة المشتبه به الرئيسي في جريمة القتل. 

## معلومات أخرى
في فترة وفاتها، كانت أليكسيا مخطوبة، وقد كان من المُترقب أن تتزوج في فبراير 2019.